# Impero Centrafricano
L'Impero Centrafricano, in lingua francese Empire Centrafricain, è stata la monarchia instaurata da Jean-Bedel Bokassa dal 1976 al 1979, dopo l'abolizione della Repubblica Centrafricana.

## Costituzione e destituzione

Stendardo imperiale di Bokassa I

Nel settembre del 1976, Bokassa, presidente a vita della repubblica, sciolse il governo e lo sostituì con il Consiglio della rivoluzione Centrafricana. Il 4 dicembre dello stesso anno, nel corso del congresso del MESAN, Bokassa proclamò la trasformazione della repubblica in monarchia e la nascita dell'Impero Centrafricano.
 Promulgò una costituzione imperiale, si riconvertì al cattolicesimo, dopo che anni addietro lo aveva abbandonato per l'islam, e si autoproclamò imperatore col nome di Bokassa I durante una sontuosa cerimonia tenutasi nella cattedrale della capitale il 4 dicembre 1977 (il titolo completo era Empereur de Centrafrique par la volonté du peuple Centrafricain, uni au sein du parti politique national, le MESAN; It.Imperatore del Centro Africa per volere del Popolo Centro Africano, unito nel seno del partito politico nazionale, il MESAN).
Bokassa desiderava che la sua incoronazione fosse officiata da papa Paolo VI, che però declinò l'invito, limitandosi a delegare come propri rappresentanti il vescovo di Bangui (cugino del sovrano) e il nunzio apostolico Domenico Enrici, che celebrarono la messa al termine dell’incoronazione, tenutasi separatamente al palazzo dello sport di Bangui, ove l’autoproclamato imperatore si pose da solo in capo la corona e cinse con il diadema la fronte della moglie Catherine Denguiadé.
Il nuovo sovrano (il terzo imperatore del mondo, dopo quelli del Giappone e dell'Iran e il primo in Africa dopo la deposizione del negus d’Etiopia Amhà Selassié) giustificò tale radicale cambiamento asserendo che la creazione di una monarchia, col suo carisma, avrebbe aiutato l'Africa Centrale ad elevarsi dal resto del continente e conquistare il rispetto di tutti gli altri stati. La scelta però ebbe solo conseguenze negative: l'enorme spesa di oltre 20 milioni di dollari per l'incoronazione (che nelle forme volle rispecchiare quella di Napoleone I, idolo di Bokassa) stremò le già esigue risorse delle casse statali. Inoltre, nonostante fossero stati diramati moltissimi inviti, quasi nessun leader straniero partecipò all'evento, rendendo il prestigio tanto agognato completamente inutile.
L'impero venne abolito il 21 settembre 1979 quando, con il supporto francese, Bokassa fu deposto e la repubblica ristabilita, con David Dacko eletto presidente. Nonostante fosse stato dichiarato che l'impero sarebbe stata una monarchia costituzionale, l'Imperatore Bokassa tenne tutto il potere dittatoriale per sé, lo stesso che possedeva quando era il presidente, e il MESAN rimase l'unico partito legale. Pertanto, il paese fu in tutto e per tutto una monarchia assoluta sotto una dittatura militare, che esercitava la soppressione dei dissidenti e soprattutto la tortura, a cui ci sono prove che l'Imperatore stesso abbia partecipato.